# Закревська Марта Іванівна
Ма́рта Іва́нівна Закре́вська  (справж. — Ментцер, нар. 12 (24) березня 1885, Київ, Російська імперія — пом. після 1950, Тбілісі, Грузинська РСР, СРСР) — оперна співачка (сопрано), музичний педагог. Сестра Софії Друзякіної.

## Життєпис
Марта Іванівна Закревська народилась в українському місті Київ, що тоді входило до складу Російської імперії родині німецького підприємця, який переїхав до Києва в 1870-х роках, і дочки німецького пастора.
Вокальну освіту здобула у Київській музичній школі Миколи Тутковського (клас О. О. Сантагано-Горчакової) (1902—1905).
1905—1907 — солістка Київської опери.
1910—1911 — солістка Тифліської опери.
1911—1916 — солістка Оперного театру С. Зиміна у Москві.
1924—1925 — працює в Свердловському оперному театрі.
1925—1926 — працює в Харківському оперному театрі.
1926—1927 — працює в Одеському оперному театрі.
В останні роки життя викладала у Тбіліській консерваторії.

## Партії
- Тетяна, Ліза, Іоланта («Євгеній Онєгін», «Пікова дама», «Іоланта» П. Чайковського)
- Парася («Сорочинський ярмарок» М. Мусоргського)
- Ярославна («Князь Ігор» О. Бородіна)
- Маша («Дубровський» Е. Направника)
- Тоска (однойм. опера Дж. Пуччіні)
- Валентина («Гуґеноти» Дж. Мейєрбера)
- Аїда (однойм. опера Дж. Верді)
- Ельза («Лоенґрін» Р. Ваґнера)
- Недда («Паяци» Р. Леонкавалло).